# Курылёв, Сергей Васильевич
Курылёв Серге́й Васи́льевич (1919, Сергиев — 1968) — доцент, профессор, доктор юридических наук.

## Биография
Родился в 1919 году в Загорске. После окончания средней школы начал работать в 1937 г. в качестве топографа. Позже поступил на учёбу в Московский юридический институт Прокуратуры СССР. С 1939 г. — служил в Советской Армии. Участвовал в Советско-Финской и Великой Отечественной войне, был трижды ранен, награждён орденами и медалями.
По окончании института в 1949 г. работал адвокатом в Московской областной коллегии адвокатов.
В 1952 г. Сергей Васильевич окончил аспирантуру по гражданскому процессу в Московском юридическом институте. Защитил кандидатскую диссертацию под руководством М. А. Гурвича по проблемам объяснений сторон и третьих лиц в гражданском процессе. Позже кандидатская диссертация была издана в качестве отдельной монографии (1956).
Около 6 лет С. В. Курылёв работал в Иркутском университете старшим преподавателем, доцентом кафедры теории и истории государства и процессуального права, выполнял обязанности заведующего кафедры.
С 1961 года — доцент, профессор кафедры гражданского права и процесса Белорусского государственного университета. Являлся активным участником группы по подготовке ГПК БССР 1964 г.
В 1967 году защитил докторскую диссертацию на тему: «Установление истины в советском правосудии» на юридическом факультете МГУ. Подготовленная к печати монография, включающая в себя 4—7 главы его докторской диссертации, была издана лишь посмертно (Основы теории доказывания в советском правосудии. — Минск, 1969).

## Семья
Дочь Сергея Васильевича — Ольга Сергеевна Курылева (р. 1953) — кандидат юридических наук, доцент кафедры гражданского процесса и трудового права Белорусского государственного университета.

## Научная деятельность
Профессор Курылёв успешно совмещал с многолетней педагогической деятельностью активную научно-исследовательскую работу по актуальным проблемам общей теории права и процессуального права. В своих работах заложил основы белорусской школы гражданского процесса.
Сергей Васильевич Курылёв принимал активное участие в работе по кодификации законодательства БССР, при этом являлся членом Общественного совета по правовым вопросам при Президиуме Верховного Совета БССР. Был членом научно-методического совета Верховного суда БССР. На протяжении нескольких лет возглавлял Совет по оказанию правовой помощи населению.
Является автором более 30 научных работ по проблеме истины в советском правосудии.

## Награды и звания
- Орден Красной Звезды
- 4 медали
- 2 медали «За отвагу»